# Débat sur l'hippocampe

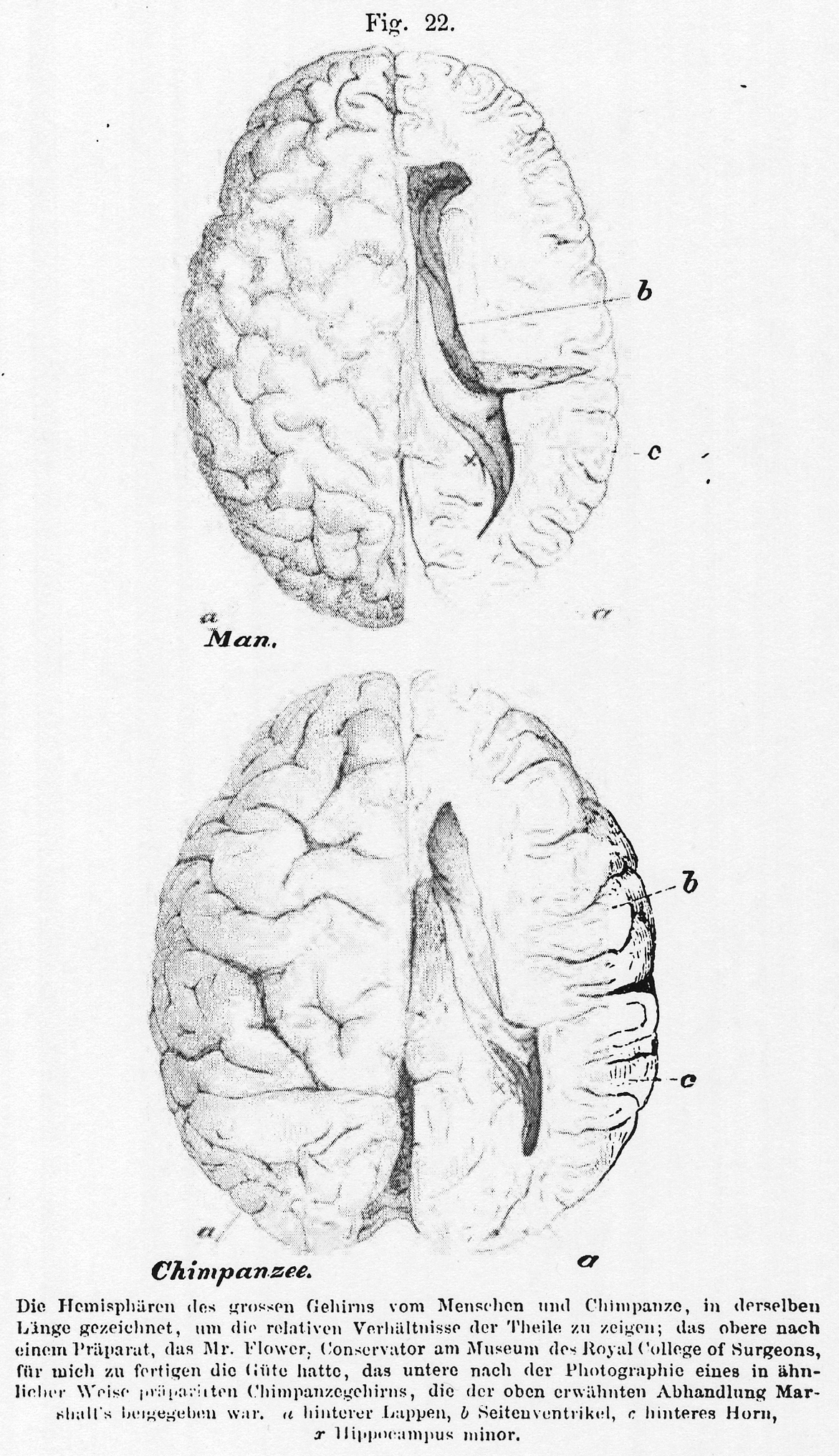
Comparaison des hémisphères du télencéphale d'un homme et d'un chimpanzé :
a) lobe postérieur ;
b) ventricule latéral ;
c) corne postérieure ;
x) hippocampus minor.

Le débat sur l'hippocampe est une controverse scientifique entre les biologistes britanniques Richard Owen et Thomas Henry Huxley sur la classification de l'Homme au sein du règne animal, et en particulier parmi les Primates. Ce débat a eu lieu en 1860, deux jours avant le débat entre Huxley et Wilberforce, à la réunion annuelle de la British Association for the Advancement of Science, à Oxford, quand le plus important anatomiste britannique, Richard Owen, réaffirma que l'Homme diffère des autres primates par certaines particularités morphologiques dans la structure du cerveau, en particulier l'Hippocampus minor, et qu'il forme une sous-classe au sein de la classe des mammifères.
Dans la discussion, Thomas Henry Huxley était opposé à l’affirmation d'Owen. Par la suite, une série de publications scientifiques sur les cerveaux des primates ont été publiées par Huxley qui contredisaient les conclusions d'Owen. De son côté, Owen persista dans sa position. La dispute, qui fut suivie avec un grand intérêt par le public britannique, retomba en 1863 après la parution du livre de Huxley, Evidence as to Man’s Place in Nature.
La querelle publique entre le « Cuvier britannique », Owen, et le « bulldog de Darwin », Huxley, a été un pas important dans la reconnaissance de la théorie de l'évolution de Darwin et a endommagé durablement la réputation scientifique d'Owen.

## L'hippocampus minor
L’hippocampus minor se trouve dans le ventricule latéral du télencéphale. C'est un bombement vers l'avant de la paroi médiale de la corne postérieure située dans le lobe occipital, formée par la profonde scissure calcarine. Comme il rappelle l'ergot d'un oiseau, on l'a aussi appelé calcar avis.
Dans sa révision de la nomenclature du cerveau en 1786, Félix Vicq d'Azyr renomme le calcar avis : hippocampus minor. Il nomme, par contre, l'hippocampe, découvert en 1564 par Giulio Cesare Aranzio, hippocampus major. Johann Christoph Andreas Mayer utilise, dans un ouvrage en 1779, par erreur, le terme de hippopotamus (hippopotame). D'autres auteurs répètent cette erreur jusqu'à ce qu'en 1829, Karl Friedrich Burdach clarifie le sujet. Jusqu'à la fin du XIXe siècle, calcar avis et hippocampus minor sont utilisés comme synonymes.

## Prémices

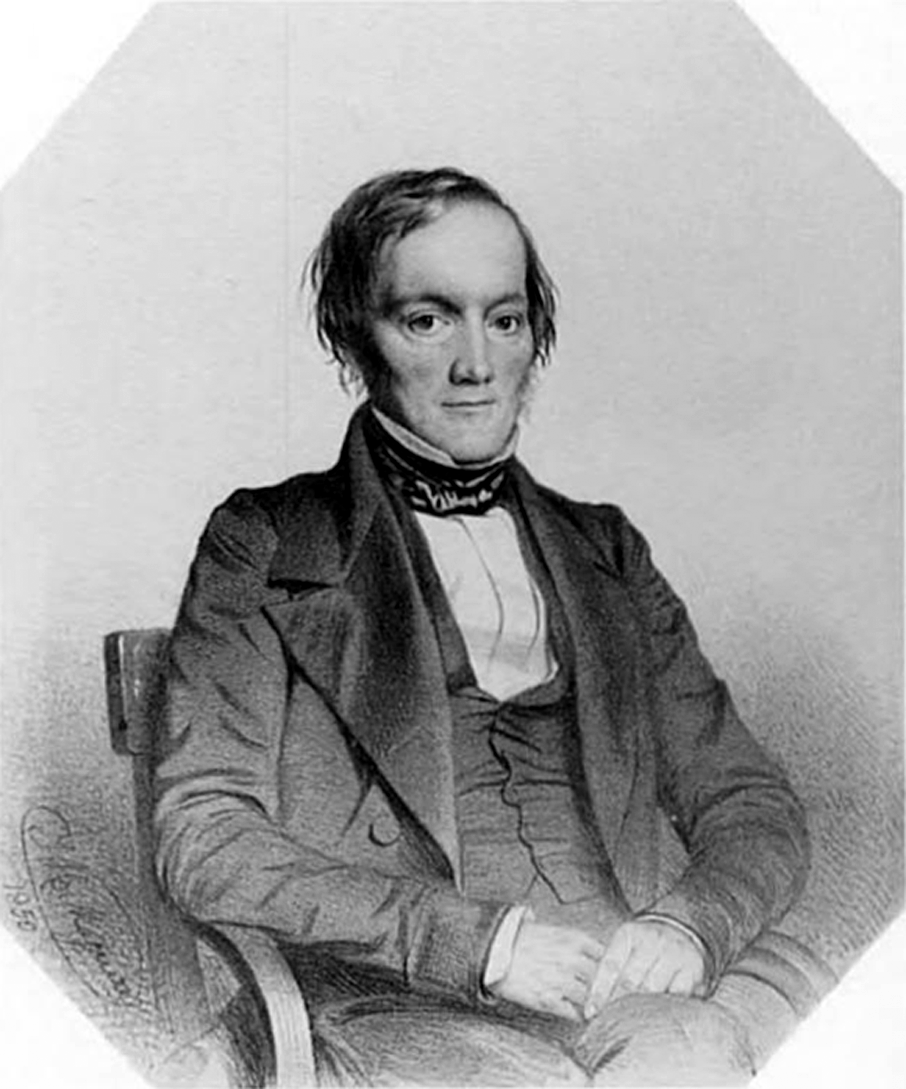
Richard Owen, 1850.

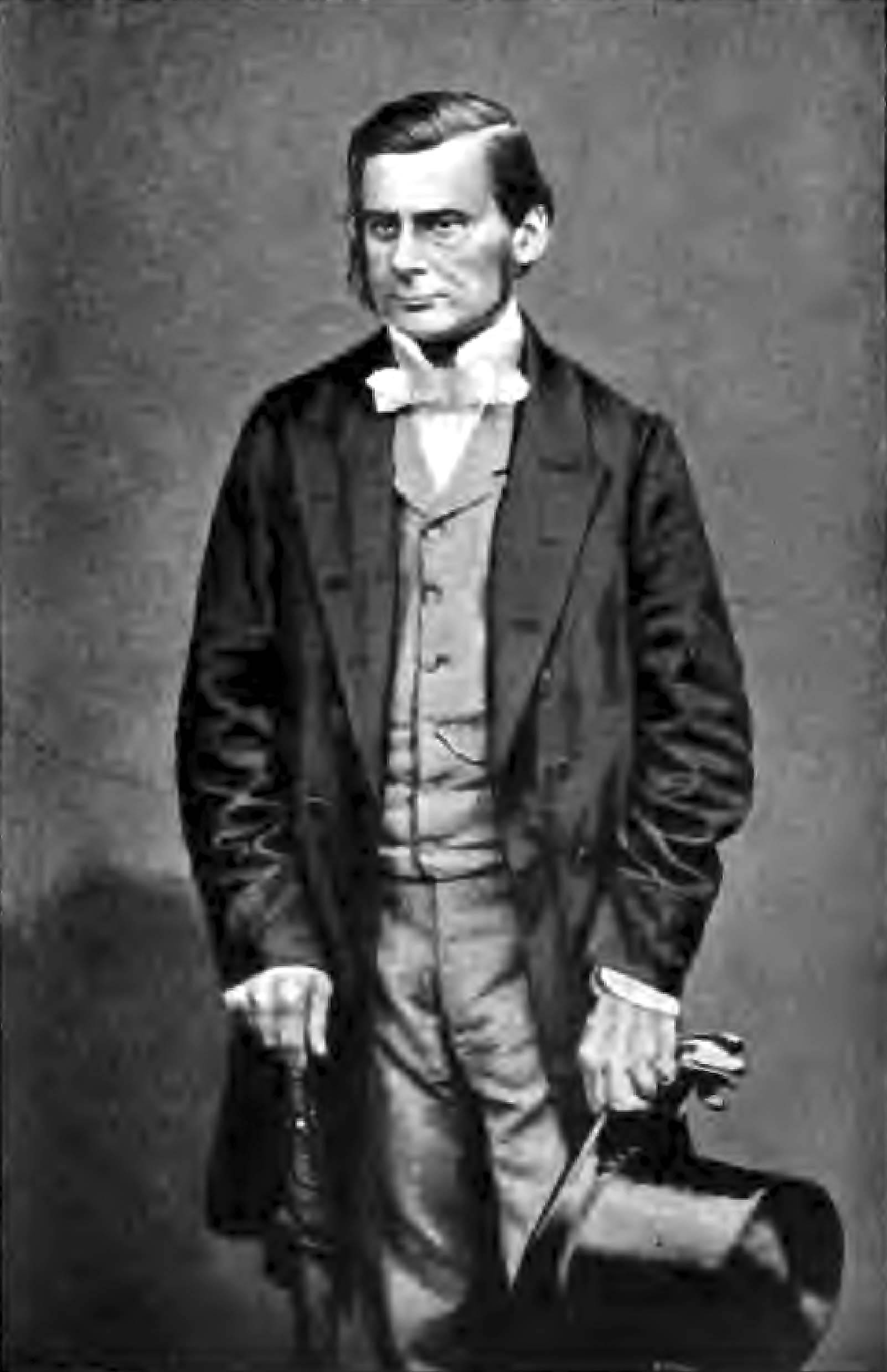
Thomas Henry Huxley, 1860.

Jusqu'au début des années 1830, il n'y avait pratiquement pas de singes anthropoïdes vivants dans les parcs zoologiques européens. Le zoo de Londres à Regent's Park a reçu son premier orang-outan en 1830, son premier chimpanzé en 1835, et son premier gibbon en 1839. Le jeune orang-outan est mort d'une pneumonie dès trois jours après son arrivée des Indes. Richard Owen examina le cadavre et publia les résultats dans le premier travail scientifique de sa carrière. Le chimpanzé, importé en 1835 de Sierra Leone, mourut également rapidement et Owen reçut la permission d'examiner l'animal. Owen établit que le squelette du chimpanzé se rapprochait plus de celui de l'humain que celui de l’orang-outan, mais repoussa quand même la thèse soutenue par Jean-Baptiste de Lamarck que l'humain est un descendant du singe.
Owen, depuis 1856 superintendant des collections d'histoire naturelle du British Museum, et devenu une autorité par ses nombreuses publications dans le domaine de l'ostéologie des primates, fit le 17 février et le 21 avril 1857 deux exposés devant la société Linné de Londres. Comme déjà avant lui Charles-Lucien Bonaparte, il proposait de classer les mammifères selon des caractères du cerveau. Owen distinguait quatre sous-classes de mammifères. Le degré de développement le plus bas des cerveaux était la sous-classe des lyencéphales (parties du cerveau peu liées entre elles). Elle est caractérisée par le fait que les deux hémisphères cérébraux sont relativement petits, d'habitude lisses à l'extérieur, et faiblement reliés entre eux par des commissures. Ce groupe contient les monotrèmes et les marsupiaux. Le degré suivant de développement du cerveau est représenté par la sous-classe des lissencéphales (cerveaux lisses) à laquelle appartiennent les rongeurs, les soricidés (musaraignes et genres voisins), les chauves-souris et les paresseux. Leurs hémisphères cérébraux sont reliés par un corps calleux. La surface du cerveau est lisse et ne montre pas de circonvolutions, ou à peine. Le degré d'évolution suivant est la sous-classe des gyrencéphales (cerveaux contournés), caractérisée par un relatif accroissement en taille du cerveau. Ces cerveaux s'étendent plus ou moins loin au-dessus du cervelet, et leur surface présente la plupart du temps de nombreuses circonvolutions. À cette sous-classe appartiennent les ongulés, les cétacés, les carnivores et les quadrumanes, soit les singes anthropomorphes, les singes et les prosimiens. La seule espèce placée dans la quatrième sous-classe, les archencéphales (cerveau dominateur), est l’humain. Le cerveau humain montrerait un agrandissement soudain des tailles relative et absolue des hémisphères cérébraux et du volume du crâne. « Seul l'homme montrerait dans la zone occipitale un troisième lobe cérébral, une corne postérieure au ventricule latéral et une région nommée hippocampus minor,. »
Contrairement à la conception de Carl von Linné, qui plaçait l'humain dans l'ordre des primates, Owen suivait une suggestion de Johann Friedrich Blumenbach, qui avait en 1779 dans son ouvrage Manuel d'histoire naturelle, créé pour l’humain l'ordre des bimanes, et rangé tous les autres primates dans l'ordre des quadrumanes. Ce point de vue a été plus tard popularisé en particulier par Georges Cuvier. Dans une lettre à Joseph Dalton Hooker, Charles Darwin commente la position spéciale de l'humain présentée par Owen avec les mots suivants : « Je voudrais savoir ce qu'un chimpanzé en dirait. »
Thomas Henry Huxley, professeur de paléontologie à la Royal School of Mines depuis 1854, se trouva en 1857 parmi les auditeurs des exposés d'Owen. Après ces exposés, il commença à s'occuper de sujets anthropologiques. Sa suite de leçons, The Principles of Biology (les principes de la biologie), qu'il a présentées au premier trimestre 1858 devant la Royal Institution, a été complétée au printemps 1858 par une leçon sur les « traits distinctifs de l'homme » (The Distinctive Characters of Man). Devant des schémas et des cerveaux d'hommes, de gorilles et de babouins, il arrivait à la conclusion que « Sur le plan anatomique, la différence entre le gorille et l'homme est bien plus petite que celle entre le gorille et le babouin jaune. » (…there is very little greater interval - as animals - between the Gorilla & the Man than exists between the Gorilla & the Cynocephalus.). Dans une autre leçon devant la Royal Institution en février 1860, sur les « espèces et les races et leur origine », consacrée à la théorie de Darwin, Huxley constate à nouveau que « la différence anatomique entre l'homme et les primates les plus développés est bien plus petite que celle entre les espèces les plus extrêmes de l'ordre des primates » (anatomical difference between man and the highest of the Quadrumana is less than the difference between the extreme types of the Quadrumanous order).

## Déroulement du débat

### Oxford 1860

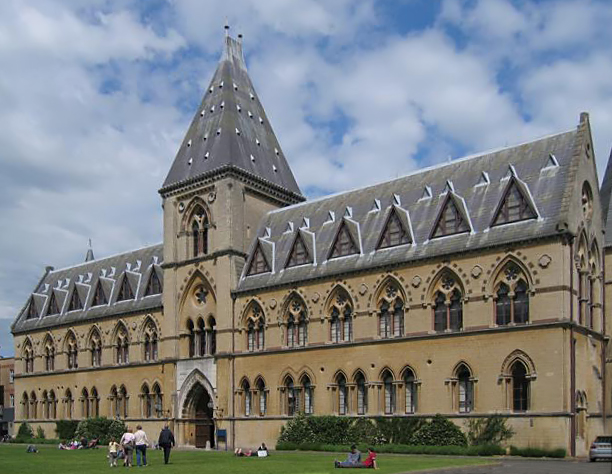
Fin juin 1860 survint dans les salles du musée d'histoire naturelle de l'université d'Oxford nouvellement ouvert la première controverse publique entre Richard Owen et Thomas Henry Huxley.

La séance annuelle de la British Association for the Advancement of Science (BAAS) a eu lieu en été 1860 à Oxford dans les salles du nouveau musée d'histoire naturelle de l'université d'Oxford. Le 28 juin 1860, Charles Daubeny fait devant la « section D » compétente pour la zoologie et la botanique, y compris la physiologie, un rapport sur la sexualité des plantes, en se référant à l'ouvrage paru fin novembre 1859 de Charles Darwin, De l'origine des espèces. John Stevens Henslow, qui assurait la présidence de la section D, demanda à Huxley de s'exprimer. Mais Huxley refusa de parler devant le public rassemblé. Owen, qui était alors un des rares experts des primates européens, et qui était considéré comme l'autorité suprême en ostéologie des primates, prit la parole et recommença ses énoncés faits en 1857 sur la position particulière de l’homme dans le règne animal : seul l'homme présenterait dans la région occipitale un troisième lobe cérébral, une corne inférieure sur le ventricule latéral et un hippocampus minor, et formerait ainsi une sous-classe particulière,. Dans sa contribution à la discussion, Owen attaqua ouvertement la position de Huxley sur la question de la position de l'homme dans le règne animal. Huxley, qui se sentit mis en cause par les affirmations d'Owen, y réagit par un exposé contraire direct et sans retenue, en se promettant de se justifier ailleurs pour cette conduite inhabituelle,.

### Le Natural History Review de Huxley

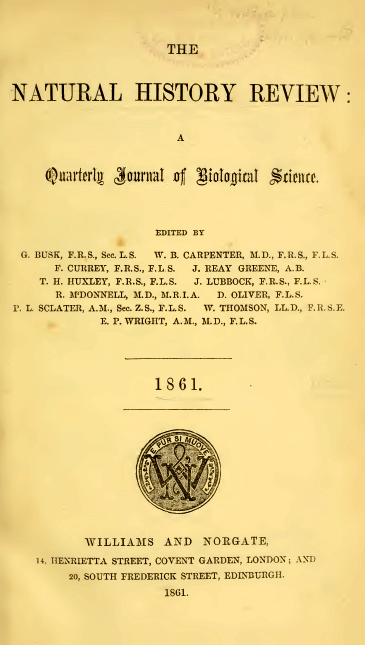
La revue réformée Natural History Review devint le porte-voix de Thomas Henry Huxley. Page titre de l'édition de 1861.

Huxley utilisa en particulier la publication nouvellement revue dans son contenu Natural History Review, dont il avait pris la direction de la rédaction en 1860, comme plate-forme pour ses réponses. Dans la première édition parue en janvier 1861, il publie un article intitulé « De la parenté zoologique de l'homme avec les animaux inférieurs. » (On the Zoological Relations of Man with the Lower Animals) et y fait référence pour la première fois après le début de la controverse aux vues d'Owen. L'article commence avec la question de théorie de la connaissance : « Quelle relation le penseur et le chercheur entretient-il avec les objets de son étude (in what relation does the thinker and the investigator stand to the objects of his inquiries) » Il argumente que seuls les théologiens, les historiens et les poètes voient un grand abîme entre l’humain et l'animal, et veulent ainsi séparer l'homme du règne animal, les scientifiques étant d'opinion opposée et soulignant les liens étroits entre l'homme et ses parents inférieurs. Il souligne que les deux positions concernent différentes apparences de la société humaine, mais que le classement de l'humain dans le règne animal serait une tâche exclusive de la science,. En annexe, Huxley cite de nombreux travaux conduits sur les singes en Europe continentale. Ceux-ci montrent que le troisième lobe (lobe occipital) recouvre une grande partie, voire l'ensemble du cervelet chez les singes étudiés. Il tire de ces mêmes études de nombreux exemples de présence de corne arrière et d’hippocampus minor. Huxley aboutit à la déduction que les différences entre les races humaines les plus élevées et les plus frustes sont du même ordre de grandeur que celles qui séparent le cerveau humain du cerveau simien. Huxley lui-même n'a pas fait d'étude sur des cerveaux de singe. Mais dès avant la rencontre de la BAAS à Oxford, il avait envoyé une lettre à Allen Thomson (1809-1884), professeur d'anatomie à l'université de Glasgow, et qui avait peu auparavant disséqué un cerveau de chimpanzé. Thomson répondit le 24 mai 1860 que la jeune chimpanzé qu'il avait disséquée avait un lobe occipital bien marqué allongé vers l'arrière, qui recouvrait le cervelet. Huxley fit une citation extensive de cette lettre.

### Les gorilles

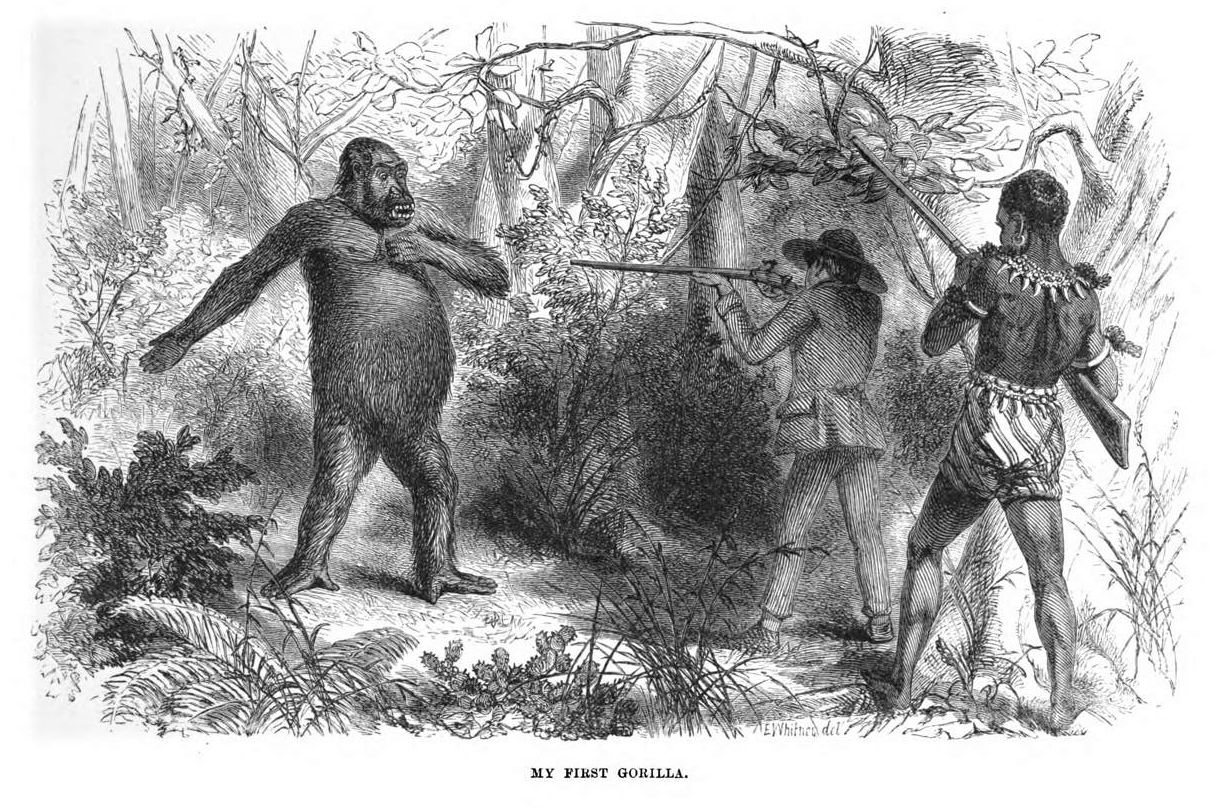
Du Chaillu rencontre un gorille.

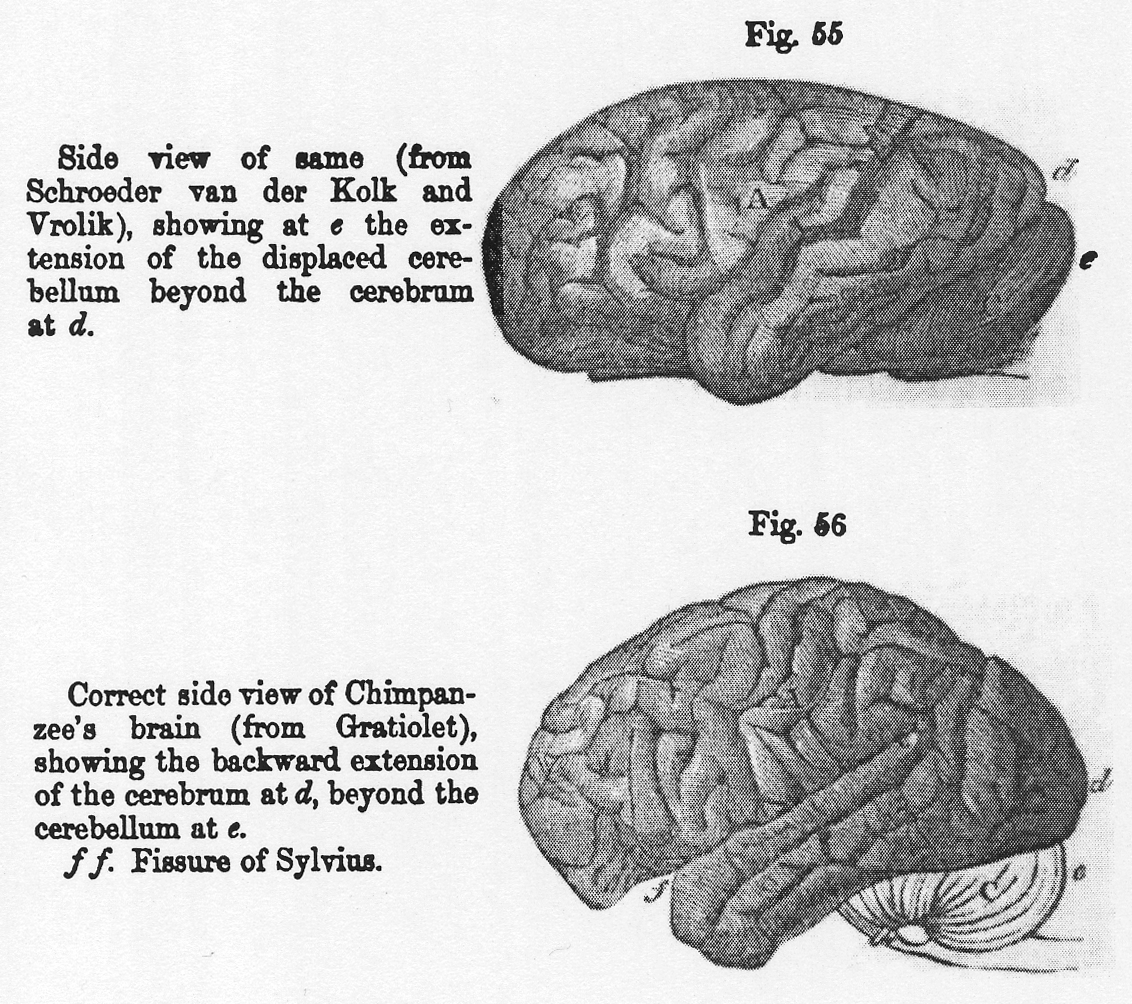
Vue de côté du cerveau d'un chimpanzé. En haut, préparation déformée de van der Kolk et Vrolik ; en bas, le dessin de Gratiolet, qui montre l'extension vers l’arrière du télencéphale au-dessus du cervelet.

En raison de sa ressemblance avec l'humain, le gorille devient un élément central du débat sur la position de l'humain dans la nature. En 1846, le missionnaire Thomas Staughton Savage (1804–1880) découvre dans le territoire du Gabon actuel le crâne d'un grand singe anthropomorphe, que l'on prend pour une nouvelle espèce de chimpanzé. Avec l'aide de l'Américain Jeffries Wyman, il en fait en 1847 une première description scientifique sous le nom de Troglodytes gorilla,. La même année, Owen réussit à obtenir de la Philosophical Institution of Bristol deux crânes de la nouvelle espèce de singes anthropomorphes, pour laquelle il propose le nom de Troglodytes savagei. Isidore Geoffroy Saint-Hilaire reconnaît en 1853 qu'il s'agit d'un nouveau genre de singes anthropomorphes, et lui donne le nom de Gorilla.
En 1849, Owen compare la structure du crâne du gorille, du chimpanzé, de l'orang-outan et de l'humain et souligne déjà à ce moment la position taxinomique spéciale de l’humain. En 1851, le musée Hunter a reçu un squelette de gorille complet, qu'Owen étudia immédiatement. Il publia ses découvertes dans deux exposés,,. Le premier cadavre d'un gorille, complètement conservé dans l’alcool, a été donné le 10 septembre 1858 au British Museum. Ceci permit à Owen d'étudier l’ensemble de l’anatomie d'un gorille. Ses recherches montrèrent clairement que l'anatomie du gorille diffère nettement plus de celle de l’orang-outan ou du chimpanzé, et ressemble plus à celle de l'homme. Owen reconnut que les pieds du gorille sont mieux adaptés à la marche que ceux de l'orang-outan et du chimpanzé. Comme l’humain, et contrairement à tous les autres singes, il possède une mastoïde. Dans un exposé du 4 février 1859 à la Royal Institution qu'il fit devant des dessins de Joseph Wolf grandeur nature du gorille et du chimpanzé, Owen arriva à la conclusion que le gorille est le singe le plus proche de l'homme, et qu'il était plus proche de l'homme que le chimpanzé. Mais en même temps, il soulignait que rien que dans le crâne et les dents, plus de différences importantes existaient.
À 20 ans, Paul Belloni Du Chaillu commence en 1856, avec le soutien de l’Academy of Natural Science of Philadelphia une expédition de presque 4 ans en Afrique centrale. Outre de nombreuses observations ethnographiques et une abondante collection d'oiseaux et de mammifères, qu'il rapporte, il donne dans son rapport d'exploration Explorations and Adventures in Equatorial Africa une description précise, unique jusqu'alors, du comportement du gorille des plaines de l'ouest dans son environnement naturel. Mais quelques années plus tard, ses observations se révélèrent erronées. Fin décembre 1860, Du Chaillu écrit à Owen et lui offre des parties de sa collection. En février 1861, Du Chaillu va à Londres. Owen l'y aide pour la publication de son rapport d'exploration, acquiert pour le British Museum une partie de la collection de peaux de gorille de Du Chaillu, arrange pour lui des exposés à la Royal Geographical Society, l’Ethnological Society of London et la Royal Institution.
Le lendemain de l'exposé de Du Chaillu du 18 mars 1861 devant la Royal Institution, dans une leçon publiée le 23 mars 1861 dans la revue Athenaeum, Owen répète ses affirmations sur la structure unique du cerveau humain. Dans une lettre publiée la semaine suivante dans The Athenaeum, Huxley indique brièvement qu'une figure est fausse, et pose clairement le fait que tous les anatomistes jusqu'alors, notamment Owen lui-même, ont décrit les trois caractères contestés dans les cerveaux des singes. Owen réplique dans le numéro suivant que sa leçon avait été correctement reproduite, à part la figure, et renvoie de son côté au schéma de cerveau de chimpanzé de sa « Conférence Reade » de 1859. Huxley, qui se sent provoqué par le commentaire d'Owen, souligne dans le numéro suivant de The Athenaeum, du 13 avril 1861, qu'il avait déjà souligné dans son exposé de janvier qu'Owen avait emprunté les dessins de cerveaux de chimpanzé à un article de Jacobus Schroeder van der Kolk (1797–1862) et Willem Vrolik, sans toutefois rechercher l'origine des dessins. L'anatomiste français Louis Pierre Gratiolet avait dès 1855 fait clairement remarquer que le dessin de van der Kolk et Vrolik était erroné et montrait un cerveau de chimpanzé mal conservé, et par suite ratatiné.

### Les soutiens de Huxley
La controverse de Huxley à Oxford suscite l'admiration de George Rolleston, qui vient d'être nommé premier professeur Linacre au musée d'histoire naturelle de l'université d'Oxford. Il étudie le cerveau d'un jeune orang-outan et le compare avec des cerveaux humains conservés au musée d'histoire naturelle. Il procède à une série détaillée de mesures de dimension et ne trouve aucune différence substantielle.
John Marshall, médecin au University College Hospital, reçut le cadavre d'un jeune chimpanzé mâle 24 heures après sa mort, et accomplit immédiatement un examen de son cerveau. Il souligna qu'il pouvait survenir une grande déformation du cerveau si on le conservait dans l'éthanol sans l'avoir durci au préalable. Toutes les parties les plus grandes du cerveau ont leur contrepartie homologue chez le chimpanzé. En ce qui concerne les trois parties en discussion, son résultat coïncidait avec ceux de Thompson et de Huxley.
Quand Owen, deux mois plus tard, utilisa à nouveau un des dessins de van der Kolk et Vrolik pour illustrer son affirmation, les deux auteurs prirent la parole et firent remarquer qu'ils avaient très bien décrit dans le texte de leur article les structures niées par Owen. En août 1861, ces deux scientifiques purent disséquer un orang-outan mort au zoo d'Amsterdam et ont trouvé toutes les trois structures cérébrales réclamées par Owen en exclusivité pour l'homme.
William Henry Flower, démonstrateur d'anatomie à l'hôpital du Middlesex, a fait un exposé en janvier 1862 devant la Royal Society sur un travail de fond reposant sur l'examen des singes, notamment anthropomorhes. Il avait comparé les cerveaux de 18 espèces de primates et d'autres espèces de mammifères, comme par exemple des chats, des chiens ou des chevaux. Chez de nombreux singes étudiés : catarrhini, platyrrhini et strepsirrhini, le lobe occipital est proportionnellement plus grand que chez l'homme. Ceci est aussi le cas pour l’hippocampus minor, manifestement développé.
Huxley lui-même étudia le cerveau d'un Ateles paniscus, un singe du nouveau monde très différent de l'humain, et présenta le 11 juin 1861 ses résultats à une réunion de la Zoological Society of London. Non seulement les trois marqueurs cérébraux d'Owen étaient présents, mais plus marqués que chez l'humain.

### Cambridge 1862
Dans la session de la BAAS qui eut lieu à Cambridge sous la présidence de Huxley fin septembre 1862, le débat sur l'hippocampe atteignit son sommet. Owen fit deux exposés devant la « section D ». Dans son exposé sur l'aye-aye, il mettait en doute que la théorie de Darwin puisse expliquer l'allongement du troisième doigt de l'aye-aye. Dans son deuxième exposé, Owen compara les structures du cerveau et du pied du gorille avec celles de l'homme. En ce qui concerne le cerveau du gorille, il établit que les hémisphères ne s'étendaient pas au-dessus du télencéphale, et que la taille du cerveau était relativement à celle du corps bien plus petite que celle de l'homme. Sans donner de nom, il critiqua le point de vue de Huxley, selon lequel la différence entre homme et gorille n'était pas aussi grande que celle au sein des singes, et que les différences de structure du cerveau pouvaient fort bien être utilisées comme moyen de classification zoologique. La discussion qui suivit l'exposé d'Owen fut très vive. Tout d'abord, Huxley prit la parole. Il se tourna vers les anatomistes regroupés dans la « section D » avec la question de savoir si la position d'Owen n'avait pas été assez clairement contredite par des anatomistes d'Europe continentale et de Grande-Bretagne. Il souligna que les différences entre homme et animal étaient d'ordre spirituel. Flower dit clairement que la différence entre cerveaux de singes et d'hommes n'était pas à rechercher dans le lobe occipital ni l’hippocampus minor. Rolleston, en s'excusant pour la vigueur de l'attaque, accusa Owen d'avoir négligé le travail d'anatomistes étrangers comme Gratiolet. Huxley écrivit triomphant à Darwin : « Tous les présents qui ont pu en juger ont vu qu'Owen mentait et mélangeait tout. (All the people present who could judge saw that Owen was lying & shuffling) ».
Un article dans la Medical Times and Gazette, rapportant l'exposé d'Owen, attira d'autres lettres des participants. Rolleston écrivit une lettre par laquelle il approfondissait son discours improvisé à la réunion de la BAAS. Une semaine plus tard, c'était une lettre de Huxley qui était publiée, où il résumait brièvement l'histoire de la controverse, où il accusait Owen de « jeu déshonorable avec la vérité (an unworthy paltering with truth) », et continuait en disant que dans la réunion, « aucun anatomiste, distingué ou non, n'a soutenu le professeur Owen (not a single anatomist, great or small, has supported Professor Owen) ».

## Résultats des débats

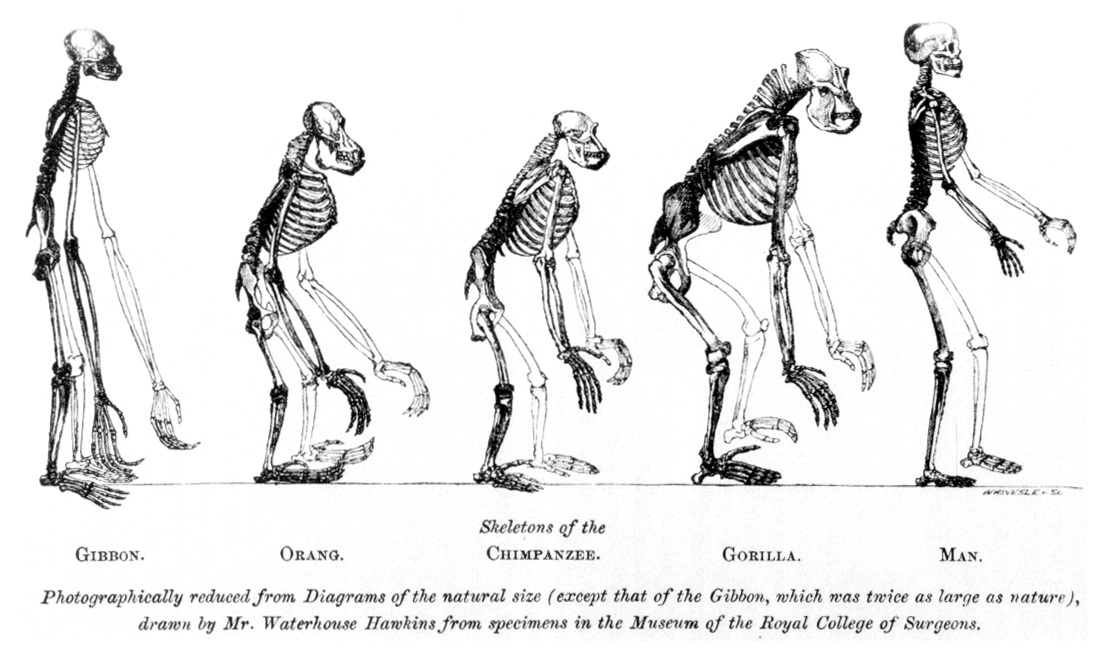
Les squelettes de gibbon (taille doublée), d'orang-outan, de chimpanzé commun, de gorille et d'homme sur un dessin de Benjamin Waterhouse Hawkins, qui a servi de frontispice à l’Evidence as to Man’s Place in Nature de Huxley.

Pour Huxley, le débat sur l'hippocampe a trouvé une conclusion satisfaisante quatre mois après la vive querelle de Cambridge avec la parution de son livre Evidence as to Man's Place in Nature (La place de l'homme dans la nature). Huxley y commençait ses développements avec une présentation historique de la découverte et de la description des singes anthropomorphes. Là-dessus, il enchaînait sur la similitude entre les stades précoces du développement embryonnaire de nombreux mammifères, pour montrer que le développement des embryons d'hommes et de singes se ressemblaient plus que ceux de singes et de chiens. La parenté se manifestait aussi étroite quand on comparait le squelette et les crânes. Huxley démontrait que les singes, du point de vue anatomique, possédaient des pieds et des mains comme l'humain. Il terminait avec la constatation que « La question de la position de l'humain par rapport aux animaux inférieurs s'étend au fond à la question plus significative de la pertinence ou non des vues de M. Darwin (the question of the relation of man to the lower animals resolves itself, in the end, into the larger question of the tenability or untenability of Mr. Darwin’s views) ». Après un bref résumé de sa controverse avec Owen, Huxley se consacre dans un troisième chapitre aux rares trouvailles de fossiles humains connus alors, les crânes d'Engis (« Engis 1 et Engis 2 ») trouvés en 1829 par Philippe-Charles Schmerling et l'homme de Néandertal étudié en 1857 par Hermann Schaaffhausen. Huxley soulignait que si l'on partait de l'hypothèse que l'humain s'était développé à partir d'ancêtres simiens, ceci aurait pris une longue période. La place de l'homme dans la nature de Huxley est tenu comme la première application cohérente de la théorie de Darwin à l'humain.
À peu près à la même époque que l'ouvrage de Huxley, parut Geological Evidences of the Antiquity of Man (L'ancienneté de l'homme prouvée par la géologie) de Charles Lyell. Cet ouvrage se compose de trois parties plus ou moins indépendantes. Les douze premiers chapitres traitent de l'âge et de la préhistoire de l'homme, les sept chapitres suivants étudient les glaciers et les cinq derniers l'évolution. Dans le chapitre 24, au sujet de la Signification de la théorie de l'évolution en rapport avec l'origine de l'homme et sa position dans la nature, Lyell donne une présentation brève mais précise de la controverse, et montre que les vues d'Owen aussi bien sur la position de l'homme dans le règne animal que sur les soi-disant différences de structure des cerveaux d'homme et de singe sont fausses. Hooker et d'autres ont supposé que le chapitre sur le débat de l'hippocampe dans le livre de Lyell sort de la plume de Huxley. Lyell, qui comme beaucoup de disciples de Darwin ressentait de la répulsion vis-à-vis d'Owen, avait en fait écrit dans une lettre à Huxley qu'il fallait « clouer » (must be nailed) Owen, et lui demander des matériaux pour son nouvel ouvrage sur le débat sur l'hippocampe. Lyell avait reçu en avant-première le manuscrit de La place de l'homme dans la nature.
Dans une lettre envoyée à la revue The Athenaeum et publiée dedans, Owen attaqua alors aussi Lyell. Contrairement aux faits, Owen affirmait qu'il avait publié en 1861 les dessins de van der Kolk et Vrolik seulement parce qu'il voulait montrer comme le cerveau du singe se rapprochait de celui de l'homme. Lyell a été défendu par George Rolleston, qui dans l'édition suivante de la revue faisait allusion à ses propres arguments et à son propre rôle dans le débat. Lyell répondit deux semaines plus tard aux affirmations d'Owen. Il y citait des extraits d'une lettre que William Henry Flower lui avait envoyée, et dans laquelle Flower attestait que Lyell avait fait un « résumé très honnête et tempéré de cette controverse (extremly fair and temperate summary of this controversy) ». L'éditeur John Murray III désigna la lettre d'Owen comme une « attaque de pieuvre », car Owen dissimulait ses intentions réelles derrière un nuage d'encre.
Pour la nouvelle édition du Dictionnaire de science, littérature et art, Owen compléta en 1866 l'entrée de hippocampus minor par la phrase : « Aucune structure de ce genre qui coïncide en position et en forme avec la définition des anthropotomistes n'a été jusqu'à présent été découverte chez quelque singe. (No such structure, corresponding in position and shape to the anthropotomist’s definition, has yet been discovered in any known ape.) ». La remarque conclusive d'Owen au sujet du débat sur l'hippocampe a pris la forme d'une longue note de bas de page dans le deuxième volume de son ouvrage paru en 1866 On the Anatomy of Vertebrates. Il y constatait que comme lui et d'autres l'avaient montré, « toutes les parties homologues du cerveau humain existent sous une forme modifiée et de façon moins élaborée chez les quadrumanes (shown all the homologous parts of the human cerebral organ to exist, under modified forms and low grades of development, in Quadrumana.) » et caractérisait les attaques de Huxley et ses alliés comme « puériles, ridicules et ignobles ».
La véhémence des réparties de Huxley et de ses soutiens, ainsi que les contradictions dans lesquelles Owen s'était embrouillé pendant la controverse, ont fortement compromis la réputation scientifique d'Owen. À partir d'environ 1868, ses écrits scientifiques n'ont plus joué de rôle dans le débat sur la théorie darwinienne de l'évolution. Owen se consacra dans le reste de sa vie pour l'essentiel à ses plans d'édification d'un musée d'histoire naturelle indépendant, qui aboutirent à la construction du Natural History Museum. Dans une lettre sur le débat de l'hippocampe qu'Owen avait déjà écrite en octobre 1862 à Henry Acland (1815-1900), il remarquait dans un post-scriptum sur sa querelle avec Huxley : « Vous souvenez-vous de l'histoire de ce jeune et malin Athénien qui ambitionnait de devenir une célébrité ? Il consulta l'oracle et lui demanda : Que dois-je faire pour être un homme important ? Réponse : Tue quelqu'un ! (Do you remember the story of the clever young Athenian who hat the itch of notoriety. He sought the Oracle, and asked ‚What shall I do to become a great man?‘ Answer ‚Slay one‘!) ».

## Réception

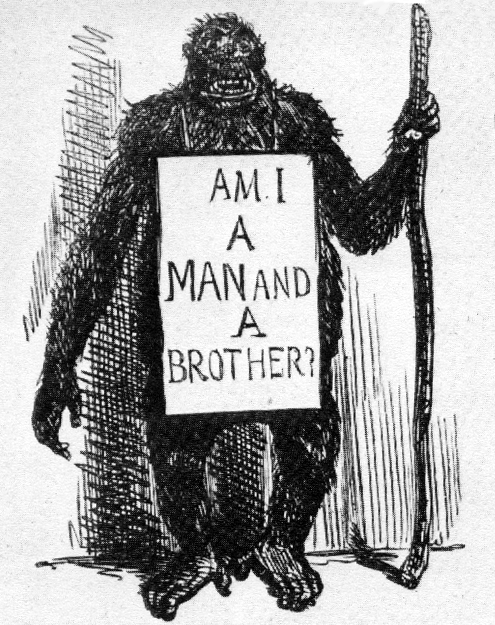
En mai 1861, le magazine Punch publie le poème satirique « Monkeyana ». Sur l'illustration du poème un gorille se pose la question s'il est un homme et un frère (Am I a man and a brother?).

### Réception contemporaine
En octobre 1862, quelques jours après la rencontre de Huxley et d'Owen à Cambridge, la revue British Medical Journal exige des deux partenaires de cesser leur « méchant échange de mots » car il devient « un obstacle et une honte pour la science, une blague pour la population et un scandale pour le monde scientifique. (it becomes a hindrance and injury to science, a joke for the populace, and a scandal to the scientific world) ».
Peu après la première dispute par lettre entre Owen et Huxley dans la revue The Athenaeum, parut en mai 1861 dans le magazine satirique Punch le poème moqueur « Monkeyana » anonyme, signé « Gorille ». Après avoir brièvement évoqué les Vestiges, Darwin et quelques découvertes archéologiques contemporaines, il se moque de la querelle des deux savants. Le poème provenait du paléontologue et membre du parlement Philip Egerton, un ami d'Owen, qui n'avait cependant pris parti pour aucun côté. Dans le magazine Punch sont parues en 1861 environ une demi-douzaine de satires sur le débat ou ses participants. Une bonne année plus tard parut, toujours anonyme, un nouveau poème moqueur d'Egerton. Le dilemme du gorille (The Gorilla’s Dilemma) est écrit du point de vue du gorille. Étonné des professeurs, il leur offre sa propre vision du problème du rapport entre singe et humain. Il se demande si le singe ne domine pas souvent l'humain, car avec sa mâchoire, il peut mâcher bien plus fort, il est plus fort en gymnastique, sait faire meilleures grimaces, et avant tout, sait se taire. Peu auparavant, une contribution avait résumé la querelle d'Owen et Huxley à Cambridge sous forme d'un duo à chanter ensemble.

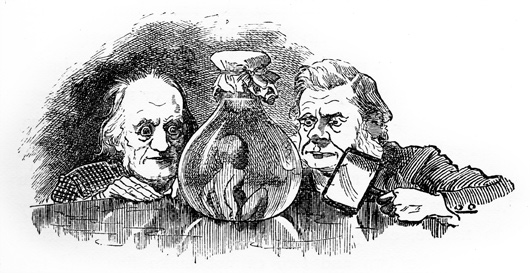
La nouvelle édition parue en 1885 du livre pour enfants The Water-Babies de Charles Kingsley, illustrée par Edward Linley Sambourne contient un dessin dans lequel Richard Owen et Thomas Henry Huxley étudient un enfant de l'eau.

Le pasteur anglican et écrivain Charles Kingsley exprima en novembre 1859 dans une lettre à Charles Darwin sa haute admiration pour l'œuvre de ce dernier De l'origine des espèces. En tant que participant à la réunion de la BAAS à Cambridge, il a été témoin de la querelle entre Owen et Huxley, et écrivit pour ses amis une courte glose à ce sujet. Dans un discours fictif, Lord Dundreary remercie les auditeurs de la « section D » pour avoir « pu assister à cette querelle si éloquente, bien que personne n'ait compris de quoi il s'agissait au fond, et qui avait raison, mais qu'ils ont tous été ravis, et intéressés, de savoir qu'ils avaient tous un hippopotame dans le cerveau (for letting us hear them quarrel, and so eloquently too; though, of course, we don't understand what is the matter, and which is in the right; but of course we were very much delighted, and I may say, quite interested, to find that we had all hippopotamuses in our brains) ».
Les éléments de base de cette glose se glissèrent dans le conte de Kingsley The Water-Babies, A Fairy Tale for a Land Baby (Les enfants de l'eau), et rendirent l'hippocampe presque aussi populaire que le dodo deux ans plus tard dans Alice in Wonderland. Les enfants de l'eau parut d'août 1862 à mars 1863 comme roman-feuilleton dans Macmillan's Magazine et fut ensuite publié en livre. Il appartient aux livres d'enfants les plus répandus de l'époque victorienne. Kingsley crée pour son histoire le personnage du professeur Ptthmllnsprts (Put-them-all-in-spirits), qui symbolise les deux partenaires.
« Il présentait des théories très bizarres sur d'assez nombreux sujets. Un jour, il se dressa à la British Association, et expliqua que les singes avaient de grands hippopotames dans leurs cerveaux, comme les hommes. Comme c'est horrible de dire quelque chose comme cela, car si c'était vrai, que deviendraient la Foi, l'Espérance et la Charité de millions d'immortels ? … Non, mon cher petit homme, rappelle-toi toujours que la vraie, sérieuse, définitive et très importante différence entre toi et le singe consiste en ce que tu as un grand hippopotame dans ton cerveau, et lui pas. Et c'est une chose très bouleversante et dangereuse d'en découvrir un dans son cerveau, ce qui dérangerait tout le monde.
(He held very strange theories about a good many things. He had even got up once at the British Association, and declared that apes had hippopotamus majors in their brains just as men have. Which was a shocking thing to say; for, if it were so, what would become of the faith, hope, and charity of immortal millions? … No, my dear little man; always remember that the one true, certain, final, and all-important difference between you and an ape is, that you have a hippopotamus major in your brain, and it has none; and that, therefore, to discover one in its brain will be a very wrong and dangerous thing, at which every one will be very much shocked.) »
— Charles Kingsley, The Water-Babies
.

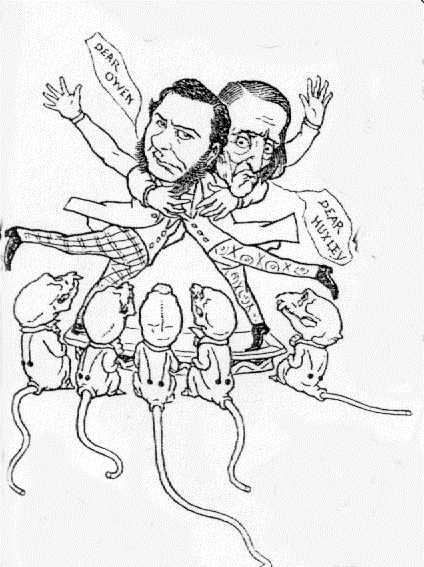
Richard Owen et Thomas Henry Huxley sur un détail du dessin The British Association de 1865 par Charles Henry Bennett (1829–1867).

La satire la plus mordante a été la courte pièce de théâtre publiée en 1863 encore anonymement A Report of a Sad Case, (Rapport sur une triste affaire), dans laquelle les deux camelots Dick Owen et Tom Huxley vendent « de vieux os, des peaux d'oiseaux et des boyaux ». Ils en viennent à se disputer. Comme ils s'insultent mutuellement, ils sont arrêtés et traduits devant le tribunal. Pendant l'audience, ils s'accusent mutuellement. Des concepts comme « corne postérieure » ou « hippocampe » sont criés. À la fin de l'audience, le lord-maire de Londres refuse de les juger « car aucune punition ne pourrait améliorer des malfaiteurs aussi incorrigibles » (of no form of punishment which could reform offenders so incorrigible). Il conseille à Owen, au lieu d'être vexé d'être comparé à un singe, de ne pas se conduire comme un singe, mais plutôt comme un homme. À Huxley, il fait remarquer qu'il est moins intéressé à la vérité, mais bien plus à jeter à terre son rival.
Les événements du débat entre Owen et Huxley ont trouvé quelque temps plus tard leurs retombées dans la réception contemporaine. Dans un dessin de 1865, Charles Henry Bennett (1829–1867) caricatura divers participants de la réunion de la British Association, notamment Owen et Huxley, qui dansent un jig devant des souris à têtes de mort, et s'y égorgent presque. Le politicien et satiriste John Edward Jenkins (1838–1910) évoque en 1872 dans Lord Bantam un Professor Cruxley, membre de la Royal Society, qui fait un exposé festif dans la Grand Eclectic Symposium and Aesthetic Soiree sur le thème The Hippocampus Minor and its relation to the Mosaic Cosmogony (L'hippocampus minor et sa relation à la cosmogonie mosaïque).
Le petit-fils homonyme de Richard Owen a publié en 1894 la biographie de son grand-père, pour laquelle il a demandé une contribution de Thomas Huxley. Dans sa contribution en l'honneur d'Owen, Huxley n'a pas évoqué le débat sur l'hippocampus minor. Le petit-fils d'Owen l'a aussi omis dans sa biographie.

### Réception moderne
Le débat sur l'hippocampe a été longtemps considéré seulement comme une partie des querelles qui ont accompagné la publication de L'origine des espèces de Charles Darwin, entre les disciples et les adversaires de Darwin, et son issue exclusivement du point de vue du « bull-dog de Darwin », Huxley. Par exemple, William Irvine écrit encore en 1955 dans son livre Apes, Angels and Victorians: The Story of Darwin, Huxley, and Evolution : « Huxley a triomphé sous tous rapports, et n'a fait que gagner une renommée supplémentaire par son adversaire qui frappait sauvagement tout autour de lui … En 1863, au moment où paraissait L'évolution et l'origine des espèces, Owen était devenu presque une curiosité historique (Huxley triumphed at every point and only gained further glory from the wild flailings of his adverary. … Owen had become almost an historical curiosity by the time Huxley's Evidence of Man's Place in Nature appeared in 1863.) »
Owen et ses performances scientifiques tombèrent dans l'oubli peu après sa mort, parce qu'il avait été, comme le formule Nicolaas Rupke dans sa biographie de Richard Owen, systématiquement « effacé » de l'histoire victorienne par Darwin et ses disciples, et son souvenir n'a survécu que par sa critique à la théorie darwinienne de l'évolution par la sélection naturelle. Ce n'est qu'à partir du milieu des années 1960 que les historiens des sciences commencèrent à se distinguer avec Owen et ses contributions au développement de l'idée d'évolution. Parmi d'autres, ont pris part à la réhabilitation d'Owen les scientifiques Roy M. MacLeod, Dov Ospovat (1947–1980), Adrian Desmond et Nicolaas A. Rupke.
Dans des études plus récentes, le débat sur l'hippocampe entre Owen et Huxley a été étudié sur le fond des conceptions scientifiques et philosophiques, ainsi que de la position personnelle et sociale des deux partenaires. Nicolaas A. Rupke a souligné en 1994 qu'Owen relativisa son énoncé initialement absolu sur la présence des deux spécificités du cerveau, et plaça leur modalité au centre de ses répliques, tandis que Huxley s'appuyait toujours sur la forme originelle de la formulation d'Owen. Christopher E. Cosans a étudié en 1994 les motifs de Huxley pour diminuer les différences entre le singe et l'homme, tout en agrandissant simultanément dans son argumentation le fossé entre les races humaines, et a attribué à Huxley des motifs racistes. C. U. M. Smitha a utilisé en 1997 le débat sur l'hippocampe comme étude de cas, pour montrer comme les facteurs sociaux rapidement évolutifs pendant l'époque victorienne ont contribué à ce que les vues de Huxley et Darwin sur la position de l'homme dans la nature s'imposent finalement. Thomas Gondermann a attiré en 2007 l'attention sur le fait que le débat n'était pas seulement important pour l'acceptation de la théorie de l'évolution de Darwin, mais aussi pour le développement de l'anthropologie.

### Sources primaires
1. ↑  (en) Richard Owen, « On the Anatomy of the Orang-Utan (Simia satyrus, L.) », Proceedings of the Committee of Science and Correspondence of the Zoological Society of London, Londres, vol. 1,‎ 1830, p. 4–5, 8–10, 28–29, 67-72 (lire en ligne).
2. ↑  (en) Richard Owen, « On the Osteology of the Chimpanzee and Orang Utan », Transactions of the Zoological Society of London, Londres, vol. 1,‎ 1835, p. 343–379 (lire en ligne).
3. ↑  (en) Richard Owen, « On the Characters, Principles of Division, and Primary Groups of the Class Mammalia », Journal of the Proceedings of the Linnean Society of London, Londres,‎ 1858, p. 1–37 (lire en ligne).
4. ↑  (en) Thomas Henry Huxley, « On Species and Races, and Their Origin », Medical Circular, no 401,‎ 7 mars 1860, p. 149–150 (lire en ligne).
5. ↑  (en) Charles Daubeny, « Remarks on the Final Causes of the Sexuality of Plants, with particular reference to Mr. Darwin’s Work: On the Origin of Species by Natural Selection », dans Report of the thirthieth Meeting of the British Association for the Advancement of Science held at Oxford in June and July 1860, Londres, John Murray, 1861 (lire en ligne), p. 109–110 (2e section).
6. ↑  (en) Anonyme, « sans titre », The Athenaeum, no 1706,‎ 7 juillet 1860.
7. ↑  (en) Thomas Henry Huxley, « On the Zoological Relations of Man with the Lower Animals », Natural History Review, vol. 1,‎ janvier 1861, p. 67–84 (lire en ligne).
8. ↑  (en) T. S. Savage et J. Wyman, « Notice of the external characters and habits of Troglodytes gorilla, a new species of orang from the Gaboon River; Osteology of the same », Boston Journal of Natural History, Boston, vol. 5,‎ 1847, p. 417–442.
9. ↑  (en) Richard Owen, « On a New Species of Chimpanzee », Proceedings of the Zoological Society of London, vol. 16,‎ 1848, p. 27–35 (lire en ligne).
10. ↑  (en) Richard Owen, « Osteological contributions to the natural history of the chimpanzees (Troglodytes, Geoffroy), including the descriptions of the skull of a large species (Troglodytes Gorilla, Savage) discovered by Thomas S. Savage, MD in the Gaboon Country, West Africa », Transactions of the Zoological Society of London, Londres, vol. 3,‎ 1849, p. 381–422 (lire en ligne).
11. ↑  (en) Richard Owen, « Osteological contributions to the natural history of the Chimpanzees (Troglodytes) and Orang (Pithecus) No. IV. Description of the cranium of an adult male Gorilla, from the River Danger, west coast of Africa, indicative of a variety of the great Chimpanzee (Troglodytes gorilla), with remarks on the capacity of the cranium and other characters shown by the skull, in the Orangs, Chimpanzees and different varieties of the human race », Transactions of the Zoological Society of London, vol. 4,‎ 1862, p. 89–115.
12. ↑  (en) Richard Owen, « Osteological contributions to the natural history of the Chimpanzees (Troglodytes) and Orang (Pithecus) No. V. Comparison of the lower jaw and vertebral column of the Troglodytes gorilla, Troglodytes niger, Pithecus satyrus and different varieties of the human race », Transactions of the Zoological Society of London, no 4,‎ 1862, p. 75–88.
13. ↑  (en) Richard Owen, « On the Gorilla », Proceedings of the Royal Institution, Londres, vol. 3,‎ 1858–1862, p. 10–30 (lire en ligne).
14. ↑  (en) Paul Belloni Du Chaillu, Explorations and Adventures in Equatorial Africa, Londres, J. Murray, 1861 (lire en ligne).
15. ↑  (en) Richard Owen, « The Gorilla and the Negro », The Athenaeum, no 1743,‎ 23 mars 1861, p. 395–396 (lire en ligne).
16. ↑  (en) Thomas Henry Huxley, « Man and the Apes », The Athenaeum, no 1744,‎ 30 mars 1861, p. 433 (lire en ligne).
17. ↑  (en) Richard Owen, « The Gorilla and the Negro », The Athenaeum, no 1745,‎ 6 avril 1861, p. 467.
18. ↑  (en) Thomas Henry Huxley, « Man and the Apes », The Athenaeum, no 1746,‎ 13 avril 1861, p. 498.
19. ↑  (en) George Rolleston, « On the Affinities of the Brain of the Orang Utang », Natural History Review, vol. l,‎ avril 1861, p. 201–217 (lire en ligne).
20. ↑  (en) John Marshall, « On the Brain of a Young Chimpanzee », Natural History Review, vol. 1,‎ juillet 1861, p. 296–315 (lire en ligne).
21. ↑  (en) Richard Owen, « On the cerebral characters of man and the ape », Annals and Magazine of Natural History, Londres, 3e série, vol. 7,‎ 1861, p. 456–458 (lire en ligne).
22. ↑  (en) Jacobus Schroeder van der Kolk et Willem Vrolik, « Note sur l'encéphale de l'orang utang », Natural History Review, Londres, vol. 2,‎ 1862, p. 111–117.
23. ↑  (en) William Henry Flower, « On the Posterior Lobes of the Cerebrum of the Quadrumana », Philosophical Transactions of the Royal Society, Londres, vol. 152,‎ 1862, p. 185–201 (lire en ligne).
24. ↑  (en) Thomas Henry Huxley, « On the Brain of Ateles Paniscus », Proceedings of the Zoological Society, Londres,‎ 1861, p. 493–508 (lire en ligne).
25. ↑  (en) Richard Owen, « On the characters of the Aye-aye, as a test of the Lamarckian and Darwinian hypothesis of the transmutation and origin of species », Report of the thirty-second Meeting of the British Association for the Advancement of Science, Cambridge, John Murray,‎ octobre 1862, II/114–116 (lire en ligne).
26. ↑  (en) Richard Owen, « On the zoological significance of the cerebral and pedial characters of man », dans Report of the thirty-second Meeting of the British Association for the Advancement of Science held at Cambridge in October 1862, Londres, John Murray, 1863 (lire en ligne), II/116–118.
27. ↑  (en) Anonyme, « Sans titre », The Athenaeum, no 1824,‎ 11 octobre 1862, p. 468.
28. ↑  (en) Richard Owen, « On the Zoological Significance of the Brain and Limb Characters of the Gorilla, as Contrasted with Those of Man », Medical Times and Gazette, no 2,‎ 11 octobre 1862, p. 373–374 (lire en ligne).
29. ↑  (en) George Rolleston, « On the Distinctive Characters of the Brain in Man and in the Anthropomorphous Apes », Medical Times and Gazette, no 2,‎ 18 octobre 1862, p. 418–420 (lire en ligne).
30. ↑  (en) Thomas Henry Huxley, « The Brain of Man and Apes », Medical Times and Gazette, no 2,‎ 25 octobre 1862, p. 449 (lire en ligne).
31. ↑  (en) Richard Owen, « Ape-origin of Man as tested by the brain », The Athenaeum, no 1843,‎ 21 février 1863, p. 262–263.
32. ↑  (en) George Rolleston, « Ape-origin of Man (Feb. 24, 1863) », The Athenaeum, no 1844,‎ 28 février 1863, p. 297.
33. ↑  (en) Charles Lyell, « The brain in Man and the Ape (Feb. 26, 1863) », The Athenaeum, no 1845,‎ 7 mars 1863, p. 331–332.
34. ↑  (en) W. T. Brande et J. Cauvin, « Hippocampus minor », dans W. T. Brande, G. W. Cox, A dictionary of Science, Literature and Art, t. 2, Londres, Longmans, Green & Co., 1866 (lire en ligne), p. 127.
35. ↑  (en) Richard Owen, On the Anatomy of Vertebrates, t. 2, Londres, Green and Co., 1866 (lire en ligne), p. 273.
36. ↑  (en) Anonyme, « Men Or Monkeys? », British Medical Journal, vol. 2, no 94,‎ 18 octobre 1862, p. 419–420 (DOI 10.1136/bmj.2.94.419).
37. ↑  (en) Philip Egerton, « Monkeyana », Punch, or the London Charivari, vol. 40, no 1036,‎ 18 mai 1861, p. 206 (lire en ligne).
38. ↑  (en) Philip Egerton, « The Gorilla’s Dilemma (to Professor Owen & Huxley) », Punch, or the London Charivari, vol. 43, no 1110,‎ 18 octobre 1862, p. 164 (lire en ligne).
39. ↑  (en) Anonyme, « The Cambridge Duet », Punch, or the London Charivari, vol. 43, no 1109,‎ octobre 1862, p. 155 (lire en ligne).
40. ↑  (en) Charles Kingsley, Speech of Lord Dundreary in Section D, on Friday Last, On the Great Hippocampus Question (lire en ligne).
41. ↑  (en) George Pycroft, A Report of a Sad Case, Recently tried before the Lord Mayor, Owen versus Huxley, In which will be found fully given the Merits of the great Recent Bone Case, Londres, 1863 (lire en ligne).
42. ↑  (en) Charles Henry Bennett, « The British Association », Punch, or the London Charivari, vol. 49, no 1263,‎ 23 septembre 1865, p. 113–114.
43. ↑  (en) John Edward Jenkins, Lord Bantam, t. 2, Londres, Strahan & Co., 1872 (lire en ligne), p. 158.
44. ↑  (en) Thomas Henry Huxley, « Owen's Position in the History of Anatomical Science », dans Richard Owen, The Life of Richard Owen, t. 2, Londres, 1894 (lire en ligne), p. 273–332.